# 科氏擬雀鯛
科氏擬雀鯛為鱸形目鱸亞目擬雀鯛科的其中一種，為熱帶海水魚，分布於中西太平洋的菲律賓海域，深度18-35公尺，本魚體延長，體上部有深色縱向條紋，從上唇中部通過眼前，經側線延伸到尾鰭中上部，體上半部體色銀灰色，下半部白色，背鰭硬棘3枚、背鰭軟條24枚、臀鰭硬棘3枚、臀鰭軟條14-15枚，體長可達4.1公分，棲息在有海扇生長的珊瑚礁區，生活習性不明，可做為觀賞魚。

## 擴展閱讀
維基物種上的相關：科氏擬雀鯛